# 普拉茨-德尔雷伊
普拉茨-德尔雷伊（西班牙语：Prats del Rey）是西班牙加泰罗尼亚巴塞罗那省的一个市镇。总面积33平方公里，总人口537人（2001年），人口密度16人/平方公里。